# Принцевський Іван Дмитрович
Іван Дмитрович Принцевський (8 вересня 1922, Времівка — 5 листопада 2004, Київ) — український графік; член Спілки художників України.

## Біографія
Народився 8 вересня 1922 року в селі Времівці (тепер Волноваський район Донецької області, Україна). Брав участь у німецько-радянській війні. Нагороджений орденом Вітчизняної війни ІІ-го ступеня (6 квітня 1985).
1953 року закінчив Київський художній інститут (викладачі Василь Касіян, Олександр Пащенко).
Жив у Києві, в будинку на бульварі Дружби народів № 3а, квартира 90, потім в будинку на провулку Бастіонному № 9, квартира 13. Помер 5 листопада 2004 року.

## Творчість
Працював в галузі книжкової та станкової графіки, переважно в техніці ліногравюри. Серед робіт:
- серія «Життя Тараса Шевченка» (1961—1969);
- ілюстрації до поеми «Сліпий» Тараса Шевченка (1963, офорт, акватинта);

композиції
- «Тарас Шевченко серед селян» (1961, корольова ліногравюра; Національний музей Тараса Шевченка);
- «Тарас Шевченко слухає пісні» (1961, кольорова ліногравюра; Національний музей Тараса Шевченка);
- «Тут кожний селянин Леніна ім'я в серце вписав» (1970);
- «Ленін жив, Ленін живий, Ленін буде жити!» (1970);

ілюстрації до книг
- «Відьма» Антона Чехова (1958);
- «Гроза» Анатолія Шияна (1960);
- «Повісті та оповідання» Марка Вовчка (1966);
- «Повія» Панаса Мирного (1966);
- «Щедрий вечір» Михайла Стельмаха (1967);
- «Кров людська — не водиця» Михайла Стельмаха (1970).

Брав участь у всеукраїнських виставках з 1954 року, всесоюзних з 1960 року.